# Starczów
Starczów (niem. Alt Altmannsdorf) – wieś w Polsce, położona w województwie dolnośląskim, w powiecie ząbkowickim, w gminie Kamieniec Ząbkowicki.

## Położenie
Starczów to wieś ulokowana wzdłuż drogi łączącej Ziębice z Kamieńcem Ząbkowickim. Sąsiednie sołectwa leżące blisko Starczowa to Kamieniec Ząbkowicki II (dawniej Goleniów Śląski) oraz Niedźwiednik. We wsi znajduje się przystanek kolejowy, świetlica wiejska, Ochotnicza Straż Pożarna oraz schronisko młodzieżowe w dawnym dworze sołeckim. Znajduje się tu kościół parafii św. Jana Chrzciciela, cmentarz parafialny i komunalny. We wsi działa Koło Gospodyń Wiejskich oraz zespół ludowy Starczowianki.
12 listopada 1946 nadano miejscowości polską nazwę Starczów.

## Podział administracyjny
W latach 1975–1998 miejscowość należała administracyjnie do województwa wałbrzyskiego.

## Zabytki
Do wojewódzkiego rejestru zabytków wpisane są:
- kościół par. pw. św. Jana Chrzciciela, XIV, 1508, XVIII, XIX,
- grupa rzeźbiarska Św. Trójcy, w ogrodzie plebanii, kam., 1751.

## Demografia
Według Narodowego Spisu Powszechnego (III 2011 r.) liczył 732 mieszkańców. Jest drugą co do wielkości miejscowością gminy Kamieniec Ząbkowicki.

## Szlaki turystyczne
Starczów - Służejów - Rososznica - Czerńczyce - Muszkowice - Muszkowicki Las Bukowy (północ)